# Усть-Порт
Усть-Порт — посёлок в Таймырском районе Красноярского края России.
Основан в 1916 году.

## История
Посёлок был основан в 1916 году как основа для будущего порта в низовьях Енисея. В 1917 были построены две казармы, жилой дом, столярная мастерская и кузница. В 1921 году строительство порта остановилось, но посёлок продолжал развиваться. В 1930 году была открыта первая школа с единственным классом, а в феврале 1931 года — консервный завод, который к концу года выпустил почти 400 тысяч банок консервов. В 1937 году заработал лечебный пункт.
В 1940—1943 годы на Таймыр были сосланы тысячи латышей, эстонцев, литовцев, финнов, поволжских немцев и калмыков, после реабилитации в конце 1950-х годов многие из них остались в Усть-Порту.
В 50-е годы в посёлке появились средняя школа, участковая больница, аптека и столовая, несколько двухэтажных домов и широкий тротуар, разделяющий посёлок на две половины – береговую и верхнюю.
До начала 1990-х годов в посёлке была одна из крупнейших на Таймыре звероводческих ферм по разведению голубого песца, входившая в состав совхоза «Октябрьский». В сферу деятельности хозяйства входил также рыболовный промысел, добыча пушного зверя и северного оленя. Имелось несколько единиц техники: самосвалы, тракторы, суда типа «Ярославец». На Усть-Портовском рыбозаводе осуществлялась переработка рыбы (заморозка, консервирование).

## Население
| 2010 |
| ---- |
| 338  |

## Учебно-научная база МГУ
С 1972 г. до 2003 г. в посёлке работала учебно-научная база Географического факультета Московского Государственного Университета имени М. В. Ломоносова. Здесь проходили летнюю полевую практику по криолитологии студенты кафедры криолитологии и гляциологии (всего более 150 чел.) Практика включала в себя не только работы в самом Усть-Порту и непосредственной близости от него, но и многодневные маршруты на вездеходе в тундру (на 30-50 км от поселка), на катере по Енисею (от Воронцово до Игарки). Аспиранты и научные сотрудники проводили круглогодичные стационарные и полевые исследования температурного режима, криогенного строения грунтов, процессов пучения, морозобойного растрескивания, формирование пятен-медальонов и других мерзлотных форм рельефа и пр. По материалам исследований, полученных на базе станции опубликованы десятки научных работ, защищено несколько кандидатских диссертаций. Большая часть работ опубликована в сборниках научных статей «Проблемы криолитологии».
Ближайшие населённые пункты, ранее входившие в состав Усть-Енисейского района: Караул, Казанцево, Носок, Байкаловск, Воронцово, Мунгуй.